# 香港環境保護
香港的環保問題，最早可追溯到1977年方獲得政府重視。環保處於1981年成立，至1986年升格為署級部門（即今環境保護署），負責統籌政府環保政策及執行事宜，並就各項計劃提供科學意見。

## 污染

### 廢物
1966年之前，香港所有垃圾均送往堆填區處置，其後開始使用焚化爐作为輔助手段。1980年代以前，香港社會整體對環境保護意識非常薄弱，往往對各類污染視而不見，談論保護環境會被視作奢侈。隨着人口和工業增長、社會進步、人民教育水平普遍提高，市民對保護環境的呼聲日增，垃圾和近岸污染問題漸漸變得難以迴避。1980年，立法局通過《廢物處理條例》和《水污染管制條例》。1983年，再訂立《空氣污染管制條例》。
環境保護署於1997年關閉位於葵涌的最後一個舊式焚化爐，以減少空氣污染，所有垃圾轉送往堆填區處理。不過垃圾量不斷增多，截至2007年香港每日產生的都市固體廢物約1.65萬公噸，而僅得四成送往回收再造，堆填區會在可數之年溢滿。政府隨後探討利用新式焚化爐解決廢物問題，並初步選址位於新界西的屯門，不過焚化廢物成本高昂，市民若要分擔全部成本將每戶每月約100港元。
另外，為減少廢物，政府曾在財政預算案提出徵收環保稅，限制膠袋及輪胎的棄置數量。膠袋稅已經在2009年7月7日實施。
廚餘為香港都市固體廢物一大來源；環境保護署在2013年5月曾推出惜食香港運動，廚餘數量由2013年剛推出時日均棄置量約3,648公噸（佔全部都市固體廢物的38.2%），減至2015年約3,382公噸（33.3%）。
餐具方面，曾有團體指港人平均每周使用5.73支塑膠飲管，並推算全港每年耗用14.4億支。2018年有連鎖快餐店開始實行「無飲管日」，不再主動提供飲管。

### 空氣

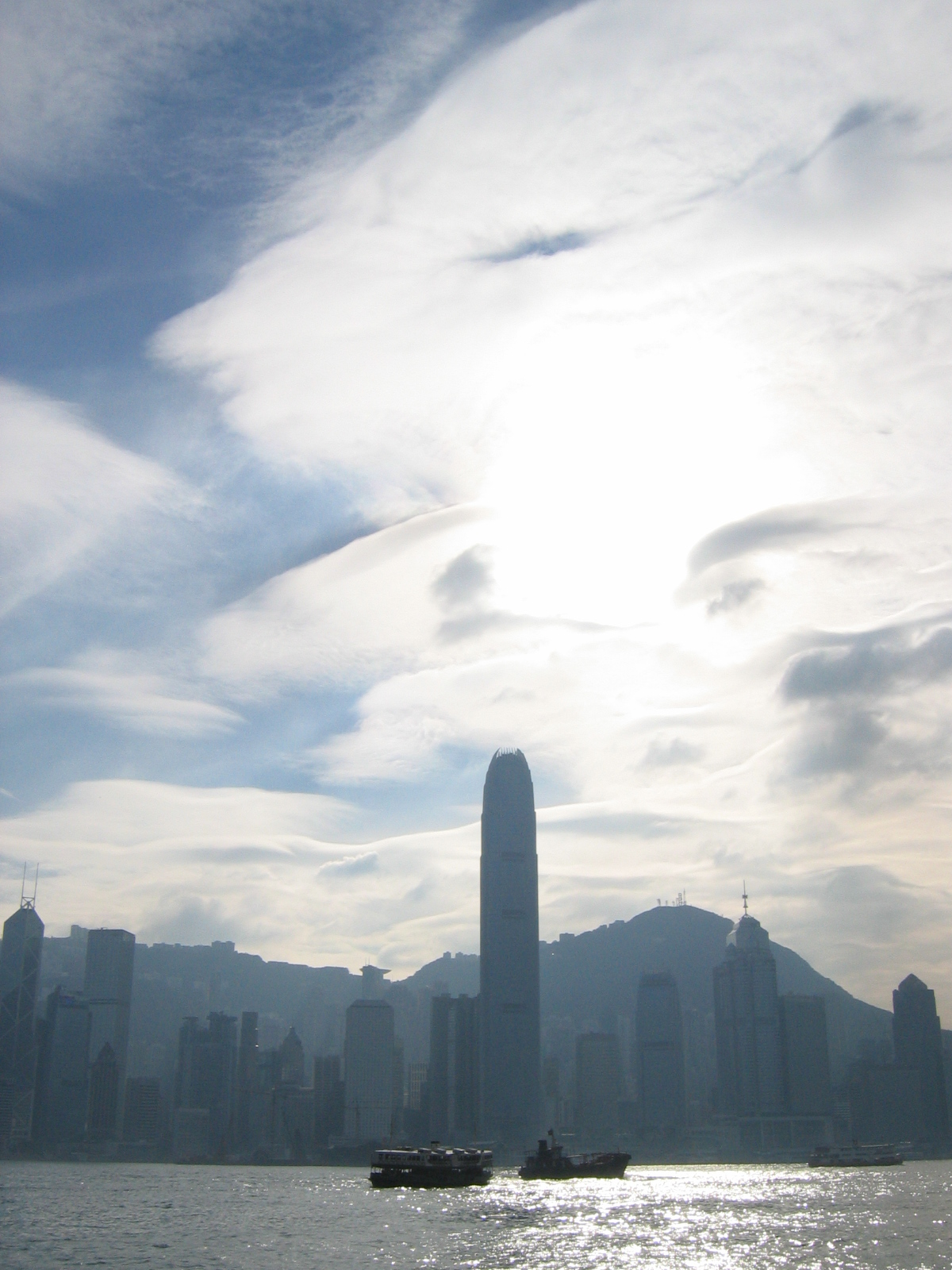
灰濛濛的維多利亞港

政府於1959年制定《保持空氣清潔條例》，首次立例管制燃燒燃料所產生的排放物。繼而《空氣污染管制條例 （页面存档备份，存于）》於1983年取代該法例，管制燃燒以外的空氣污染源頭，並於1991年加大管制範圍，包括汽車廢氣等。其後，環保署於1995年6月開始每天發佈空氣污染指數。本地傳媒會於天氣報告時段發布空氣污染指數。
踏入21世紀，香港的空氣污染問題尤其為人詬病。2006年8月號《美國商會月刊》刊登商會調查顯示，94%受訪者最關注的本地環境問題是空氣素質及污染，甚至有超過五成受訪者認識因自然環境素質欠佳而拒絕來港的專才。而根據2006年環保署年報，香港92%的二氧化硫、49%的氮氧化物、51%的可吸入懸浮粒子源自兩間本地發電廠——中華電力及香港電燈。兩間電力公司雖然已經設有裝置減低排放污染物，但成效不大，政府因此於2005年為電力公司設定排放上限。另一方面，政府於2006年7月25日，展開「藍天行動」計劃，集中向市民宣傳減低空氣污染策略，例如呼籲市民把空調設於25.5℃，減少用電及廢氣排放量。
另外，香港連同毗鄰的廣東省政府合作，共同採取行動減低空氣污染，包括限制境內發電廠、工業用鍋爐及車輛所排出的廢氣。2007年1月30日，兩地環保機關共同公佈《珠江三角洲火力發電廠排污交易試驗計劃》實施方案，利用排污交易模式（排放权交易）達至共同減少排污效果。

### 污水
污水方面，據渠務署資料，香港人每日製造約220萬立方米的污水，隨著香港人口數目增加，污水量也可能會不斷增加。公共污水收集系統包含總長度超過1,320公里的污水系統網絡和約200座提供基本（隔篩）至二級（生物）污水處理系統和污水處理廠，收集和處理超過98%的污水。家居、工商業和農業是污水的主要來源，污水最終經深海排放管道排放到大海稀釋和擴散。
香港目前有五個污水處理廠，當中沙田污水處理廠為香港目前最大規模的二級污水處理廠。新界的新市鎮均設有現代化的二級污水處理廠，市區的老化污水處理設施則未臻完善。
港府亦推行旨在改善維多利亞港水質的淨化海港計劃，在第一期計劃裏，從九龍及香港島東北部所產生之污水會經由深層隧道系統輸送到昂船洲的中央處理廠進行化學處理，然後排放到維多利亞港西面海域。

### 噪音
於噪音方面，香港主要受到建築工程、飛機、道路交通和鐵路等影響。

### 光害
雖然維多利亞港夜景有世界三大夜景之一的美譽，但這也反映香港受到光害的影響。在旺角、尖沙嘴等商業區，商店於晚上休業後仍然長期亮着廣告牌射燈，造成光害。這不但浪費電力，也影響附近居民的睡眠，市區也幾乎不再能夠觀星。因此，民間也曾發起香港熄燈行動，以對光害問題表示抗議。

## 填海問題
香港政府拓展土地近年開始遇到一定阻力。終審法院於2004年1月9日裁定灣仔北填海計劃必須重新檢討，為將來填海發展更添限制。啟德機場原址的啟德用地自1993年開始進行發展研究，根據 1998年的規劃建議，第一批居民更可於2003年遷入，但因填海的爭議而空置多年，截至2007年仍未落實最後規劃方案。

## 國際公約
香港特區政府根據《基本法》以「中國香港」身份加入了多個國際環保條約、條約：
| 適用於香港的部份國際環保公約 | 適用於香港的部份國際環保公約 |
| ---------------------------- | --- |
| 全球氣候變化                 | 《聯合國氣候變化框架公約》及議定書 |
| 保護臭氧層                   | 《保護臭氧層維也納公約》及議定書 |
| 環境保育                     | 《國際捕鯨公約》、《亞洲和太平洋地區植物保護協定》、《關於特別是作為水禽棲息地的國際重要濕地公約》、《保護世界文化及自然遺產公約》、《瀕危野生動植物種國際貿易公約》、《保護遷徙野生動物公約》                               |
| 有害廢物                     | 《控制危險廢物越境轉移及其處置巴塞爾公約》 |
| 海洋污染                     | 《國際干預公海油污事故公約》、《國際油污損害民事責任公約》議定書、《設立國際油污損害賠償基金國際公約》議定書、《防止船舶造成污染國際公約》、《關於防止傾倒廢棄物及其他物質污染海洋的公約》、《國際油污防備、反應和合作公約》 |
| 持久性有機污染物             | 《關於持久性有機污染物的公約》 |